# 高木一成
高木 一成（たかぎ かずなり、1997年6月23日 - ）は、ジャパンラグビーリーグワン横浜キヤノンイーグルスに所属するラグビー選手。

## プロフィール
- 神奈川県出身[1]。
- ポジションはウィング(WTB)、フルバック(FB)。
- 身長 176 cm、体重 84 kg。

## 略歴
中学校（慶應義塾普通部）では野球をやっており、高校からラグビーを始めた。
2016年、慶應義塾高校卒業後、慶應義塾大学商学部に入学。なお塾高時代、高校日本代表候補に選ばれたことがある。
2019年、慶應義塾體育會蹴球部のBKリーダーに就任した。
2020年、慶應義塾大学卒業後、キヤノンイーグルス(現・横浜キヤノンイーグルス)に加入。
2022年3月27日に行われたJAPAN RUGBY LEAGUE ONE第11節東京サンゴリアス戦にて途中出場で公式戦初出場を果たした。